# ArchiMate
ArchiMate – otwarty i niezależny język modelowania architektury korporacyjnej, wspierający opis, analizę i wizualizację w ramach czterech domen architektonicznych (biznesowej, danych, aplikacji i technicznej) zdefiniowanych w ramach architektonicznych TOGAF, w spójny sposób.
ArchiMate jest technicznym standardem The Open Group i bazuje na koncepcjach pochodzących ze standardu IEEE 1471. Jest wspierany przez różne narzędzia informatyczne do modelowania architektury korporacyjnej i przedsiębiorstwa konsultingowe.
ArchiMate bazuje na dwóch paradygmatach:
- warstwowości (wprowadza on warstwę: biznesową, danych i aplikacji oraz techniczną);
- usługowości (identyfikowane są usługi biznesowe, aplikacyjne i infrastrukturalne).

Podstawową zaletą języka ArchiMate jest możliwość zamodelowania relacji pomiędzy poszczególnymi domenami (np. biznesową i aplikacji) – nie umożliwia tego w sposób bezpośredni np. notacja UML lub BPMN.

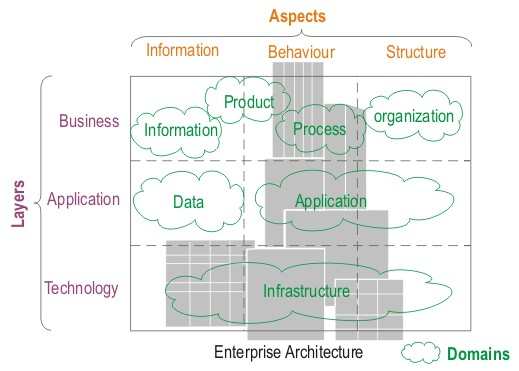
ArchiMate Architectural Framework

## Historia
Pierwsza wersja języka ArchiMate powstawała w latach 2002–2004, w ramach projektu badawczego prowadzonego przez Telematica Instituut. Oszacowano, że zajęło to około 35 roboczolat i kosztowało 4 miliony euro. Rozwój tego języka był sfinansowany przez rząd holenderski (nl. Belastingdienst, ang. Dutch Tax and Customs Administration) i partnerów biznesowych takich jak ABN AMRO i ABP Pension Fund. Po zakończeniu projektu powołano Fundację ArchiMate, zaś w 2008 prawa własności intelektualnej i sterowanie rozwojem ArchiMate przetransferowano na rzecz The Open Group. Obecnie rozwój języka jest nadzorowany przez Forum ArchiMate, działające w ramach The Open Group. W 2009 The Open Group opublikował dokument „ArchiMate® 1.0. Technical standard”, zaś w styczniu 2012 r. na konferencji w San Francisco miała miejsce premiera drugiej wersji tego języka. Jej głównym celem było lepsze wsparcie TOGAF. W roku 2013 przygotowano wersję 2.1 języka (przy czym wprowadzone zmiany miały jedynie charakter porządkujący – tj. objęły mniej niż 5% specyfikacji).

## Narzędzia alternatywne
- Archi - darmowe narzędzie o otwartym kodzie do tworzenia szkiców i modeli w składni ArchiMate
- Modelio
- Cameo Enterprise Architecture